# Giovan Francesco Maia Materdona
Giovan Francesco Maia Materdona (Mesagne, 4 settembre 1590 – 1650 circa) è stato un poeta italiano marinista.

## Biografia
Nacque a Mesagne, nella penisola salentina, vicino a Brindisi, da Pomponio Maia e Ippolita Materdona, entrambi di famiglia nobile. Prese parte alla "pompa funerale" allestita il 7 settembre 1625 dall'Accademia degli Umoristi di Roma per la morte di Giovan Battista Marino, partecipando con un sonetto all'agone poetico in sua lode.
A Bologna nel 1628 il Maia Materdona, accolto dall'Accademia dei Gelati, diede alle stampe Cento sonetti amorosi dedicati a Odoardo Farnese, Duca di Parma e di Piacenza con i quali schierandosi a favore della nuova lirica mariniana si inserì nel dibattito sull'Adone, provocato dall'Occhiale dello Stigliani. Ma il momento più alto della produzione poetica è rappresentato dalle Rime pubblicate a Venezia nel 1629 e ristampate tre volte (Milano, 1630; Napoli, 1632; Genova, 1660), strutturate in tre grossi blocchi: rime amorose, encomiastiche, religiose; per ognuna delle tre parti una dedica e un sonetto-proemio. Un canzoniere variegato con interne distinzioni: amori cittadini e boscherecci, encomi di re e principi, di letterati, di musici, pittori, comici; rime morali e sacre, con ulteriori raggruppamenti, all'interno delle varie sezioni, per affini scelte metriche e simmetriche. Una raccolta composita, armoniosamente strutturata, rispettosa di tutti i topoi della lirica secentesca: deprecatio temporum, compianto per il proprio destino avverso, fede nell'esercizio poetico come rassicurante e consolatorio riposo, ma pure una maggiore insistenza su motivi autobiografici, sulla miseria della vita umana, sulla sua labilità, sulla morte che sovrasta: temi maggiormente presenti nella raccolta delle Rime nuove (1632), quasi preludio a quelle che saranno le successive scelte di vita e letterarie del Maia Materdona.
Poco dopo la morte di Giambattista Marino, ebbe in sogno una visione del caposcuola cinto dalle fiamme infernali, che lo esortava a non seguire il suo esempio e a volgersi alla religione. Profondamente colpito, prese gli ordini sacri e, arsi tutti i componimenti profani ancora inediti (1637) attese alla composizione di un voluminoso trattato edificante, L'utile spavento del peccatore (Roma, 1649; Venezia, 1665 e 1671), di 907 fitte pagine, interessante per il vigore appassionato dello stile e le parti di analisi poetico-letteraria contenutevi. Prima celebre, negli ultimi anni della sua vita riuscì a far perdere di sé ogni traccia.
Benedetto Croce inserì il Maia Materdona tra i lirici marinisti - da allora è presente in tutte le raccolte di poeti barocchi - riconoscendo la sua importanza nel panorama della cultura letteraria italiana.